# جینو فرین
جینو فرین (انگلیسی: Gino Ferrin؛ زادهٔ ۱۵ مارس ۱۹۴۷) بازیکن فوتبال اهل آلمان است.
از باشگاه‌هایی که در آن بازی کرده‌است می‌توان به باشگاه فوتبال سن پائولی اشاره کرد.